# The Servant in the House
The Servant in the House is een Amerikaanse dramafilm uit 1921 onder regie van Jack Conway.

## Verhaal
De bediende Manson gaat aan de slag bij de kapelaan William Smythe, die zich zijn leven lang heeft voorgedaan als een lid van de hogere kringen. Smythe is in feite van erg bescheiden komaf en hij is uit de goot opgeklommen met de hulp van zijn broer. Manson leert de kapelaan een lesje over christelijke waarden.

## Rolverdeling
| Acteur           | Personage               |
| ---------------- | ----------------------- |
| Jean Hersholt    | Manson                  |
| Jack Curtis      | Robert Smith            |
| Edward Peil sr.  | William Smythe          |
| Harvey Clark     | Bisschop van Lancashire |
| Clara Horton     | Mary                    |
| Zenaide Williams | Martha                  |
| Claire Anderson  | Mary Smith              |
| John Gilbert     | Percival                |
| Anna Dodge       | Conciërge               |